# Nel blu dipinto di blu (Volare)
«Nel blu dipinto di blu» ([nel ˈblu diˈpinto di ˈblu]) —en español, «En el cielo pintado de azul»—, conocida popularmente como «Volare», es la canción insignia de Domenico Modugno. Con este tema, el cantante ganó en el Festival de San Remo de 1958 y representó a Italia en el Festival de la Canción de Eurovisión del mismo año, en el que finalizó en tercera posición.
La canción fue un éxito comercial a nivel internacional, y con el paso del tiempo se convirtió en una de las más representativas de la historia musical italiana. «Nel blu dipinto di blu» alcanzó el número uno en el Hot 100 de la revista estadounidense Billboard, y la misma publicación lo reconocería después como el mejor sencillo de 1958. Gracias a Volare, Modugno se convirtió en el primer ganador del Premio Grammy por grabación del año y canción del año en 1959, siendo además el único en lograrlo sin cantar en inglés.
El tema de Domenico Modugno ha sido traducido a varios idiomas y versionado por Dean Martin, Frank Sinatra, Gipsy Kings, Barry White, David Bowie, Paul McCartney, Luciano Pavarotti, Andrea Bocelli o Tin Tan, Il Volo, Jimmy Sabater, entre otros artistas. Aunque no ganó en Eurovisión, la Unión Europea de Radiodifusión reconoció en 2005 a "Nel blu dipinto di blu" como la segunda canción más popular en la historia del festival musical, solo por detrás del "Waterloo" de ABBA, mediante una votación entre los espectadores europeos del programa especial "50 Aniversario" del festival.

## Participación en festivales musicales

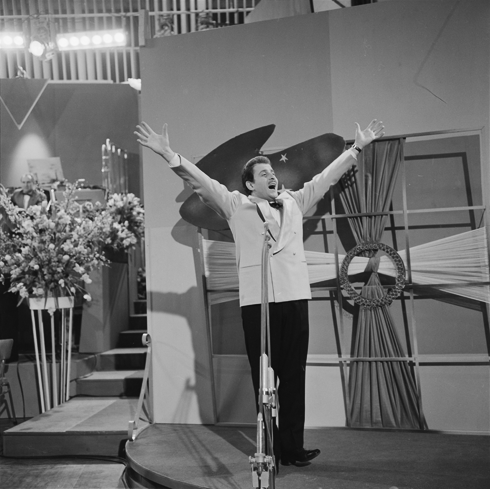
Domenico Modugno interpretando «Nel blu dipinto di blu» en el Festival de Eurovisión 1958.

Domenico Modugno se presentó al Festival de la Canción de Sanremo como cantante por vez primera en 1958, tras participar dos años antes como compositor del tema Musetto. En aquella época, el vencedor de Sanremo se convertía en el representante de Italia en el Festival de Eurovisión, lo que significaba una oportunidad de darse a conocer no solo en Italia, sino en el resto de Europa. Modugno, que en aquella época no era conocido por el gran público, colaboró con el productor Franco Migliacci para componer la letra y sus arreglos.
«Nel blu dipinto di blu» es una canción de amor inspirada en un sueño, en el que un hombre siente volar en libertad cada vez que está con su amada, y en su letra se une la fantasía con la realidad. El tema cuenta con un preludio surrealista en el que expresa sus sentimientos para pasar después a un estribillo pegadizo, y cuenta con unos arreglos inspirados en estilos extranjeros como el swing, que fue un punto de inflexión para la canción italiana. Mientras canta, Modugno extiende los brazos para acentuar el sentimiento de vuelo, algo inspirado en el cuadro Le Coq Rouge de Marc Chagall, que Migliacci observó mientras componían la letra. Años después, Migliacci cambió su versión y aseguró que toda su inspiración fue un sueño nocturno.
Modugno interpretó «Nel blu dipinto di blu» junto con Johnny Dorelli en el Festival de Sanremo de 1958, y tuvo tanto éxito que el público presente la coreó. La canción ganó el concurso, y Modugno se convirtió en el representante de Italia en el Festival de Eurovisión celebrado en Hilversum (Países Bajos) ese mismo año. Aunque en el evento europeo terminó tercero, la canción fue la que más repercusión tuvo de esa edición y fue versionada a otros idiomas. En muchos países se conoció como «Volare», palabra con la que comienza el estribillo.

## Repercusión
El éxito en San Remo hizo que Fonit Cetra lanzara, para el mercado italiano, cuatro sencillos en vinilo, cada uno con «Nel blu dipinto di blu» y un tema distinto. Sin embargo, la repercusión internacional llevó a la compañía a negociar con otras discográficas su distribución en el extranjero.
Meses después de su participación en Eurovisión, «Nel blu dipinto di blu» llegó a las listas de ventas de Estados Unidos como «Volare», bajo el sello discográfico Decca Records. Modugno alcanzó el primer puesto del Hot 100 de la revista Billboard en agosto, siendo la primera vez que un artista en un idioma que no fuera el inglés lograba eso. La publicación distinguió después a la canción como el mejor sencillo de 1958. Además, en la primera ceremonia de los Premios Grammy celebrada en 1959, Modugno se llevó los premios a «mejor grabación» y «mejor canción».
La canción fue versionada a otros idiomas como el inglés, español y francés, y su estribillo se convirtió en una canción popular hasta el punto que suele confundirse el título del tema con «Volare». Entre los artistas más populares que la han versionado destacan Frank Sinatra, Dean Martin, Barry White, Rafael Cortijo e Ismael Rivera, Tin Tan, Gyipsy Kings, que adaptaron el tema a la rumba. A nivel de concursos musicales, «Nel blu dipinto di blu »es una canción emblema del Festival de Sanremo, y en Eurovisión fue reconocida como la segunda más popular de su historia mediante televoto en 31 países, por detrás del «Waterloo» de ABBA, durante la celebración televisada del 50 aniversario del festival: Congratulations. También se ha utilizado en numerosos anuncios de radio y televisión, así como en la banda sonora de la película A Roma con amor de Woody Allen.
Tras «Nel blu dipinto di blu», Domenico Modugno forjó una prolífica carrera como cantante y compositor. El autor volvió a ganar en Sanremo con «Piove (Ciao, ciao, bambina)» (1959), «Addio, addio» (1962) y «Dio, come ti amo» (1966), desempeñó papeles en teatro y televisión, e incluso protagonizó una película titulada igual que su canción insignia. El artista permaneció activo hasta su muerte en 1994.